# Antonio Francese
Antonio Francese (1899 - 5 de junio de 1979) fue un militar y político uruguayo perteneciente al partido Colorado.

## Trayectoria
Fue inspector general del Ejército en 1958.
Nombrado ministro de Defensa Nacional por el presidente Óscar Gestido, ocupó dicho ministerio desde el 1 de marzo de 1967 hasta el 17 de abril de 1970, durante la presidencia de Jorge Pacheco Areco. En esa fecha fue nombrado ministro del Interior, cargo que ejerció hasta el 19 de enero de 1971.
El 8 de febrero de 1973 el presidente Juan María Bordaberry nombró a Francese de nuevo en el Ministerio de Defensa, lo cual no fue aceptado por el Ejército, obligándolo a renunciar al día siguiente. Francese se presentó ante Bordaberry y le dijo: «Sr. Presidente, usted tiene el apoyo de su esposa y de sus ocho hijos. Yo sólo tengo este librito (mostrando la Constitución de la República); después, no tengo nada...»